# Тоскала, Веса
Веса Тоскала (фин. Vesa Toskala; 20 мая 1977, Тампере, Финляндия) — финский хоккеист вратарь, тренер. В настоящее время является тренером вратарей клуба «Киекко-Вантаа», выступающего в Местисе.

## Европейский этап карьеры
Тоскала был выбран Сан-Хосе на драфте 1995 года в 4-м раунде под общим 90-м номером. Также в 1995 году в 5 раунде «Акулы» задрафтовали соотечественника Весы Миикку Кипрусоффа. Тоскала заставил обратить на себя особое внимание после выдающейся игры в сезоне 1998—1999 за клуб «Ильвес» в финской СМ-Лиге. В том сезоне его показатели были следующими: 21-12-0, среднее количество пропущенных голов за игру 2.14, процент отраженных бросков 91,6 %, также в активе Весы было 5 «сухих» матчей. В следующем сезоне Тоскала выступал в Шведской элитной серии за Ферьестад, пропуская в среднем за игру 2.67 гола. А в одной из игр за Ферьестад, Веса забил гол. В то время, Тоскала ещё не был уверен, хочет ли он продолжить карьеру хоккеиста. Желая иметь более стабильную работу, он собирался покинуть хоккей и всецело посвятить себя образованию. Это было перед тем, как Сан-Хосе пригласил Тоскалу играть в Северную Америку.

## Североамериканский этап карьеры
В своём первом сезоне в Северной Америке в 2000—2001 гг. Тоскала играл в Американской хоккейной лиге за клуб Кентукки Тороблейдз (Kentucky Thoroughblades). Разделяя игровое время с проводившим второй сезон в Северной Америке Кипрусоффым, Веса сыграл в 44 играх, с результатом 22-13-5, пропуская в среднем за матч 2.77 гола, с процентом отраженных бросков 91,1 %. Тоскала быстро сумел адаптироваться к Североамериканскому стилю игры и провел три матча за Кентаки в плей-офф. На следующий год, после переезда команды в Кливленд он занял роль основного голкипера в связи с вызовом Кипрусоффа в Сан-Хосе, и провел 62 игры (19-33-7) с показателем 2.99 голов за матч и 91,2 % отраженных бросков. В том сезоне Тоскала стал лучшим во всей лиге по количеству сыгранных матчей и по числу сделанных «сэйвов» (1,845). Когда Кипрусофф получил травму, Тоскала был вызван в состав Сан-Хосе дублёром Евгения Набокова. Веса получил 10 минут игрового времени в своём первом матче в НХЛ и отбил оба броска по своим воротам.
В сезоне 2002-03, когда Набоков и Сан Хосе обсуждали условия нового контракта, Тоскале отводилась роль сменщика Кипрусоффа. Когда Кипрусофф играл неуверенно, Тоскала вступал в игру и действовал очень хорошо. В том сезоне он отыграл 11 матчей (4-3-1, 2.35 голов в среднем за игру, 92,7 % отражённых бросков). Свой первый «сухарь» Веса заработал в матче с Детройтом, отбив все 25 бросков. Когда подписали Набокова, Тоскалу отправили обратно в Кливленд и он отыграл с результатом 15-30-2, 3.21 гола за матч, 90,3 % отражённых бросков. Однако, «Акулы» не забыли о хорошей игре Тоскалы в матчах НХЛ и в конце сезона вернули его обратно в состав. Таким образом, в заявке Сан Хосе присутствовали сразу три вратаря. Набоков был основным голкипером, а Кипрусофф и Тоскала спорили за позицию запасного вратаря. И Веса выиграл спор, так как в сезоне 2003-04 Кипрусофф был обменян в Калгари Флеймс. В этом сезоне, сыграв в 28 играх, Тоскала показал результат 12-8-4, с 2.06 пропущенных голов за матч и 93 % отраженных бросков. В плей-офф 2004 он не играл.
В сезоне 2005-06 Тоскале в основном отводилась роль сменщика Набокова. Февраль 2006 начался неудачно для финского голкипера. После проигранного 2 февраля всухую домашнего матча с «Миннесотой Уайлд» на счету Тоскалы был результат 5-5-2. Однако, вновь появившись в воротах Сан-Хосе 8 февраля в игре с «Чикаго Блэкхокс», Веса провёл отличную серию игр, показав результат 17-2-2. И 12 апреля, победив «Ванкувер Кэнакс», обеспечил Сан Хосе попадание в плей-офф. Во время этой серии, Тоскала улучшил среднее количество пропущенных за матч голов с 3.25 до 2.55, а процент отражённых бросков с 87,2 % до 90 %, получив от комментатора Дена Русановски прозвище «Финский жеребец». Отличная игра Тоскалы вылилась в некоторое количество наград, включая звания лучшего игорок оборонительного плана недели с 27 марта по 10 апреля. А также Веса вытеснил Набокова на роль запасного вратаря.
27 февраля 2006 года «Сан Хосе Шаркс» продлили контракт Тоскалы на 2 года на сумму 2.5 миллиона USD.
Во второй игре первого раунда четвертьфинала розыгрыша Кубка Стэнли 2006, Тоскала выиграл свою первую игру в плей-офф, переиграв всухую «Нэшвилл Предаторз». Веса закончил плей-офф с результатом 6-5 и выдающимися 2.45 голов за игру и 91 % отражённых бросков.
В январе 2010 года был обменян в клуб «Анахайм Дакс». Впрочем, в форме «Уток» Тоскала ни разу на льду не появился, и уже в марте того же года был обменян в «Калгари Флэймз».

## Награды
- Бронзовый призёр чемпионата мира-2000 в Санкт-Петербурге (провёл 5 матчей, пропустил 15 шайб)
- 2001—2002: Включён газетой The Hockey News в первый состав лучших новичков середины сезона в АХЛ
- 9 марта 2006 Тоскала признан лучшим игроком матча
- Лучший голкипер месяца в НХЛ — декабрь 2007